# Peperone di Bekalta
Il peperoncino di Bekalta (anche conosciuto come baklouti) è una cultivar di peperoncino della specie Capsicum annuum originaria della Tunisia.
È coltivato prevalentemente nella cittadina tunisina di Bekalta, ma è molto diffuso in tutto il Paese.

## Caratteristiche
La grandezza del peperoncino di Bekalta varia solitamente tra gli 8 e 18 centimetri. Può presentare una forma allungata o cilindrica, con la punta arrotondata, e ha un colore tipicamente verde, che diventa rosso acceso nella fase più matura.
Solitamente i frutti di color rosso sono riconoscibili, essendo molto più piccanti. È molto utilizzato nella cucina tunisina, algerina e libica, viene utilizzato per la produzione di Harissa.

## Piccantezza
È un peperoncino piccante, quotato tra 1000 e 5000 unità Scoville.